# Heinrich VIII. (Waldeck)
Heinrich VIII. (* 1465; † 28. Mai 1513) war Graf von Waldeck und der Begründer der älteren Wildunger Linie des Hauses Waldeck. Er war zeitweise auch nassauischer Statthalter der Grafschaft Vianden.

## Leben
Heinrich war Sohn des Grafen Philipp I. von Waldeck und dessen Frau Johanna von Nassau-Dillenburg. Nach dem frühen Tod der Eltern war sein Onkel Philipp II. zunächst sein Vormund. 
Im Jahre 1486 teilten Philipp II. und Heinrich VIII. die Teilgrafschaft Waldeck zu Waldeck untereinander. Dabei sollten jedoch die Burg und die Stadt Waldeck beiden gemeinsam gehören. Weil die Burg für zwei Hofhaltungen zu klein war, ließ Heinrich 1500 auf dem Burggelände einen zweiten Wohnbau errichten. Im Jahr 1487 gründeten die beiden Waldecker Grafen gemeinsam den Franziskanerkonvent in Korbach.
Heinrich heiratete 1492 Anastasia von Runkel, Erbtochter Wilhelms von Runkel († 1489). Dadurch kam ein Teil von Isenburg und Wied in seinen Besitz. Er nannte sich fortan Graf zu Waldeck und Herr zu Isenburg. Nach dem Tod seiner Frau im Jahre 1503 verkaufte er diese Besitzungen an einen Vetter seiner Frau, den Grafen Johann III. von Wied. Mit seiner Frau hatte er die Söhne Philipp IV. und Wilhelm.
Im Jahr 1493 wurde er von Graf Engelbert von Nassau-Dillenburg, einem Onkel aus der Familie der Mutter, zum Statthalter der Grafschaft Vianden im heutigen Luxemburg ernannt.
Mit dem Tod Ottos IV. 1495 erlosch die gräfliche Linie zu Landau. Deren Besitz fiel an die Linie zu Waldeck. Um den Besitz kam es seit 1496 zum Streit zwischen Philipp II. und Heinrich. Trotz des geltenden Landfriedens wurde der Streit zunächst mit Waffengewalt ausgetragen. Erst 1498 schlugen beide Seiten den Rechtsweg ein und riefen das neu eingerichtete Reichskammergericht an. Im Jahr 1507 einigten sich beide Seiten. Danach verblieben die Städte Korbach, Niederwildungen, Sachsenhausen, Sachsenberg und Freienhagen im gemeinschaftlichen Besitz. Heinrich bekam Stadt und Schloss Altwildungen und das dazugehörende Amt. Amt, Burg und Stadt Waldeck blieben Gemeinschaftsbesitz. Dasselbe gilt für Schloss, Amt und Stadt Rhoden und die Herrschaft Itter. Insgesamt betrug Heinrichs Anteil am Gesamtbesitz des Hauses etwa 1/3.
Im Jahr 1504 schlossen sich Heinrich und Philipp mit ihren Leuten den Truppen des hessischen Landgrafen Wilhelm II. an, der zusammen mit anderen im Auftrag König Maximilians im Landshuter Erbfolgekrieg gegen die Kurpfalz zur Durchführung der Reichsacht zog. Beide Grafen waren auch 1505 im Gefolge des Landgrafen auf dem Reichstag in Köln anwesend. Als es 1509 zu Übergriffen einiger adeliger Herren gegen Untertanen Heinrichs kam, bat er den Landgrafen vergeblich um Unterstützung. Die Grafen von Waldeck wurden 1512 Mitglied des neu gegründeten Grafenvereins. 
Heinrich wurde in der Grabkapelle St. Nikolaus im Kloster Marienthal in Netze beigesetzt.